# Канонсберг (Кентаки)
Канонсберг (енгл. Cannonsburg) насељено је место без административног статуса у америчкој савезној држави Кентаки.

## Демографија
По попису из 2010. године број становника је 856.
| Група             | 2000.    | 2010.       |
| Белци             | 0 (0,0%) | 833 (97,3%) |
| Афроамериканци    | 0 (0,0%) | 3 (0,4%)    |
| Азијати           | 0 (0,0%) | 1 (0,1%)    |
| Хиспаноамериканци | 0 (0,0%) | 9 (1,1%)    |
| Укупно            | 0        | 856         |